# Інші 48 годин
Інші 48 годин (англ. Another 48 Hrs.) — американський комедійний бойовик 1990 року, продовження фільму «48 годин».

## Сюжет
Цього разу в обох приятелів неприємності. За Реджі, який щойно вийшов із в'язниці, полюють його колишні дружки, котрі жадають його смерті. У Джека внутрішнє розслідування, що загрожує йому не просто звільненням, а й тюремним ув'язненням. Але, попри всі негаразди та зміни, які трапилися у житті хлопців, чергова справа знову зводить їх разом та, як і раніше, вони матимуть лише 48 годин на розслідування. За ці 48 годин Реджі і Джек перевернуть весь Сан-Франциско догори дригом, аби спіймати досі невловимого наркобарона.

## У ролях
- Едді Мерфі — Реджі Гаммонд
- Нік Нолті — Джек Кейтс
- Брайон Джеймс — Бен Кего
- Кевін Тай — Блейк Вілсон
- Ед О'Росс — Френк Круїз
- Девід Ентоні Маршалл — Віллі Гікок
- Ендрю Дівофф — Річард «Чері» Ґанз
- Берні Кейсі — Кіркланд Сміт
- Брент Дженнінґс — Тайрон Берроуз
- Тед Маркленд — Малкольм Прайс
- Тиша Кемпбелл — Емі Сміт